# Hilobothea latevittata
Hilobothea latevittata là một loài bọ cánh cứng trong họ Cerambycidae.